# Pericycos fruhstorferi
Pericycos fruhstorferi är en skalbaggsart som beskrevs av Stefan von Breuning 1958. Pericycos fruhstorferi ingår i släktet Pericycos och familjen långhorningar.
Artens utbredningsområde är Sulawesi. Inga underarter finns listade i Catalogue of Life.